# 漁業権
漁業権（ぎょぎょうけん、英: fishery rights, fishing rights）とは、漁業を行うことに関する、あらゆる種類の権利。

## 概説
漁業権の法制には欧米諸国とそれらの法制を継受した国々でとられている法定主義ないし所有権者漁業権主義と、日本でとられている特許主義があり、根本的に違いがある。

## 欧米等の漁業権
欧米の漁業権は内水面あるいは土地所有権の目的となる私水面での内水面漁業をもとに発達したため、漁業権は土地所有権と密接に関連しており、原則として漁業権は水面の敷地（水面に接する敷地）の所有権に属するものとされている。

### アメリカ合衆国
可航水域航行に制限の加わらない区域。誰でも自由に漁業を行うことができる。
非可航水域河川の沿岸部など、航行に制限が加えられる区域。ある種の独占排他的な権利が設定されている。
沿岸土地の所有者に沿岸権（英: riparian rights）が一括して付与されており、その沿岸権の一部に その区域で漁業を行う権利も含まれている。つまり、沿岸の土地を所有している者が、隣接する海域の漁業権も持っていることになる。
この漁業権は「特定の個人に帰属するもの」ではなく、「特定の土地に付随する権利」である。よって、土地所有権が移転すると、それとともに漁業権も移動する。

### ニュージーランド
もともとニュージーランドでは、自国の国民・市民に対して自由漁業を行うことを慣例として認めている。
ニュージーランドでは漁業を専業とするのは水産会社だけだったという事情があったので、1986年に制定されたFisheries Amendment Act 1986（「1986年 漁業修正法」）では、魚を獲る権利としてではなく、漁業産業を行う権利という形で扱われている
。漁業労働者も、漁民（漁師）として扱うのではなく、「水産会社従業員」と位置づけ、水産会社に与えられた権利を執行する者と解釈された。
この法律が施行された結果、それまで自由に行われていた漁労行為の権利が侵害されるようになり、問題となった。特に、マオリたちがワイタンギ条約によって国王から保障されている、自由に漁労を行う権利が侵害されたことは大問題になった。また、市民が健全なレクリエーションとして行っている遊魚についても、さまざまな見解が示されるようになった。

## 日本法の漁業権

### 法的性格
現在の日本の漁業権は、沿岸漁業の秩序維持と漁民の経済的な保護を目的としている。
日本でも古代では「万民による自由使用の原則」があり、どの海域でも皆に漁業をする権利があった。それが変わり始めたと分かることが起きたのは江戸時代のころである。
→#日本の漁業権の歴史
「日本の漁業権は古くからある水面に関する制度を近代法的に整備して成立した」と解説する人もいる。
現在の日本における「漁業権」は、公法上の権利（特許）である。漁業権に関する申請・届出・許可・認可は「漁業法」が規定しており、また、処分に対する異議申立については、行政手続法や行政不服審査法、行政事件訴訟法の適用を受ける。しかし、これら公法の適用は、私法の適用を当然には否定しないから、公法の規定に反しない限りにおいて、私法の適用が認められる。
例えば、漁業権の申請と許可の関係は、意思の合致という点において契約関係と解釈することが可能であり、漁業権は、漁業法などの公法の規定に反しない限りにおいて、行政機関に対する私法上の債権としての性質を持つ、とされている。また、行政機関における公法上の権利に関する取り扱いは、公法の規定の範囲内において行政機関の裁量に任されているが、権利の取り扱いが行政機関の性質に照らして著しく不適当であるときは、行政訴訟において、公序良俗違反や信義誠実の原則、権利濫用などの私法上の規定を理由とした制限が加えられることがある。
このように、公法上の権利を私法上の権利と同様に扱う考え方を「公法私法一元論」といい、判例及び学説においては、この考え方が有力である。公法上の権利は一般的性質として、行政機関に対する私法上の債権としての性質を有するものであるから、公法上の権利である漁業権についても、行政機関に対する私法上の債権としての性質が認められるのである。
このような公法上の権利の一般的性質とは別に、漁業法23条は、漁業権を民法上の物権とみなし、土地に関する規定を準用すると定めている。この規定は行政機関が、漁業法に基づく公法上の処分を行うにあたり、私法上の物権に対する取り扱いに準じて行うことを定める規定である（公法私法一元論とは異なり、純然たる公法上の規定である）。
漁業法23条は、「民法上の物権とみなす」としてはいるが、実際には、漁業権の譲渡は、例外的な移転を除いて禁止され（同法26条1項）、貸付は不能（同法30条）であり、抵当権の設定、使用方法に至るまで、漁業法は多くの制限を科しており、民法上の物権とみなしていると考えられる点は殆どない。
また、海面は、土地所有権の設定対象にはならず、用益物権は、土地所有権に基づく支配権の一部を譲渡した形態であるから、海面に設定することが可能な漁業権は、用益物権ではない。

### 漁業権の種類
漁業権漁業は、以下の3種に大別される（漁業法6条2項）。漁業権から派生する「入漁権」に基づく漁業も分類上含む。定置漁業権、区画漁業権の2種については、免許を受ける漁業者個人が権利主体となり、共同漁業権、特定区画漁業権については、免許を受ける漁業協同組合（漁協）あるいは漁業協同組合連合会（漁連）が権利主体となる。
漁業者以外がレクリエーションとして魚を釣る場合もあるため、「遊漁券」には切符形式の1日漁業権もある。
定置漁業権一定期間、一定場所に網その他の漁具を敷設・定置して漁業を営む権利（同法6条3項）で、以下の種類がある。
- 身網が水深27 m以上（沖縄県では15 m以上）の大規模定置網漁業（例外として、瀬戸内海におけるマス網漁業、陸奥湾における落網漁業およびマス網漁業）
- 北海道で、さけを対象とする定置網漁業

上記以外の小型定置網漁業は、第二種共同漁業権に分類される。免許期間は5年。
区画漁業権
一定の区域内で水産動植物の養殖業を営む権利。3種に分かれる（同法6条4項）。免許期間は10年。
第一種区画漁業一定の水域内において石、かわら、竹、木等を敷設して営む養殖業。ひび、かき、真珠、真珠母貝、藻類、小割式の各養殖業がある。
第二種区画漁業土、石、竹、木等によって囲まれた一定の水域において営む養殖業。魚類、えびの各養殖業がある。
第三種区画漁業第一種及び第二種以外の養殖業。代表的なものとして貝類養殖業（地まき式を含む）がある。
以上のうち、ひび、藻類、真珠母貝、小割式、かき、貝類の6種については入漁権が設定可能であり、「特定区画漁業権」と総称される。特定区画漁業権については免許期間は5年。
共同漁業権
一定地区の漁民が、一定の漁場を共同に利用して漁業を営む権利。以下の5種に分かれる（同法6条5項）。免許期間は10年。
第一種共同漁業藻類、貝類、いせえび、うに、なまこ、餌むし、たこ等、農林水産大臣が指定する定着性の水産動植物が対象。
第二種共同漁業網漁具を固定して来遊する浮魚をとる漁業。小型定置網、固定式刺網、敷網、ふくろ待網の各漁業がある。定置漁業権に該当するものは含まない。
第三種共同漁業地引き網、地こぎ網、船曳網、飼付、突磯の各漁業。
第四種共同漁業寄魚、鳥付こぎ釣の各漁業。
第五種共同漁業河川、湖沼の内水面において営む漁業で、第一種共同漁業に該当しないもの。あゆ漁業、こい漁業、うなぎ漁業、どじょう漁業、なまず漁業が代表的。内水面は海面と比較して資源が乏しいことから、遊漁規則に関する条項や増殖義務を課すなど、増殖および資源管理に対する指向は、他の漁業権と性質を異にしている。

### 日本の漁業権の歴史
日本における漁業権の歴史を解説する。理解に必要な場合は漁業法制史にも言及する。

#### 古代
日本最古の成文法典、大宝令の雑令に「山川藪沢の利は、公私之を共にす」との規定がある。海面、河川、湖沼など（山川藪沢）において万民による自由使用の原則を明らかにし、特定人に対する独占的な漁場利用の権利は認めなかったのである。

#### 江戸時代
封建制が確立し、「藩主による漁場の領有」と「藩主への貢租の納入」を前提として、「磯猟は地附き、根附き次第、沖は入会」という一般原則、つまり原則として「磯」については沿岸漁村部落がその「地先水面」を独占利用する権利が認められ（つまり、磯で漁を行う権利は、アメリカなどと同様の、直近の沿岸の土地に付随する権利とされ）、他方、磯の外側の「沖合」については、「入会」として（直近の沿岸に住む者だけに認めるのではなく）付近諸部落の漁民に開放された。これが、その後の日本の漁業権、入漁権の原型となった。
ただし、時代が下るにつれて新たな漁法や漁具が登場し、それによる乱獲を防止するために、入会となっている海域でも、沿岸漁村部落が中心となって協定を結んで、自主規制を行う動きを見せた。例えば、江戸（→東京）に近い、東京湾の漁村44か村の間で取り決められた内海三十八職がある。

#### 明治時代
1874年（明治7年）に明治政府は「太政官布告」をもって、海面の官有及び借区制を打ち出した。これは、従来の慣習を白紙に戻し、漁業者から海面使用申請の提出を求め、新たに海面使用料（海面借区料）を徴収しようとするものだった。しかし、これによって漁場争奪の紛争が続出したため、翌1875年に「太政官達」をもって「漁業者には府県税を賦課し、漁業取締りはなるべく従来の慣習に従う」ことと改めた。
1885年（明治18年）、政府は「漁業組合準則」を制定、漁業組合の組織化と組合規約の中で、漁場区域と操業規律を定めることを打ち出した。しかし、漁業組合が規約の中で、従来の慣習を超えた漁場区域を定めるなどしたことから、依然として漁場紛争が絶えなかった。
1900年（明治33年）、「漁業法」が制定され、初めて法律に基づく国家統制が定められた。しかし、漁業権の性格が明確に位置づけられなかったことや、漁業組合制度に不備があったことなどから、間をおかずして改正議論が起こった。
1909年（明治42年）、漁業法が全面改正される（明治漁業法）。従来の慣習を基盤として漁業権制度、漁業許可制度、漁業取締制度が打ち出された。ただし、漁業権については20年間の免許期間及び更新制となり、新規免許については申請者の先願主義がとられたため、権利が半永久化し、水面の計画的高度利用の障害となった。

#### 現代

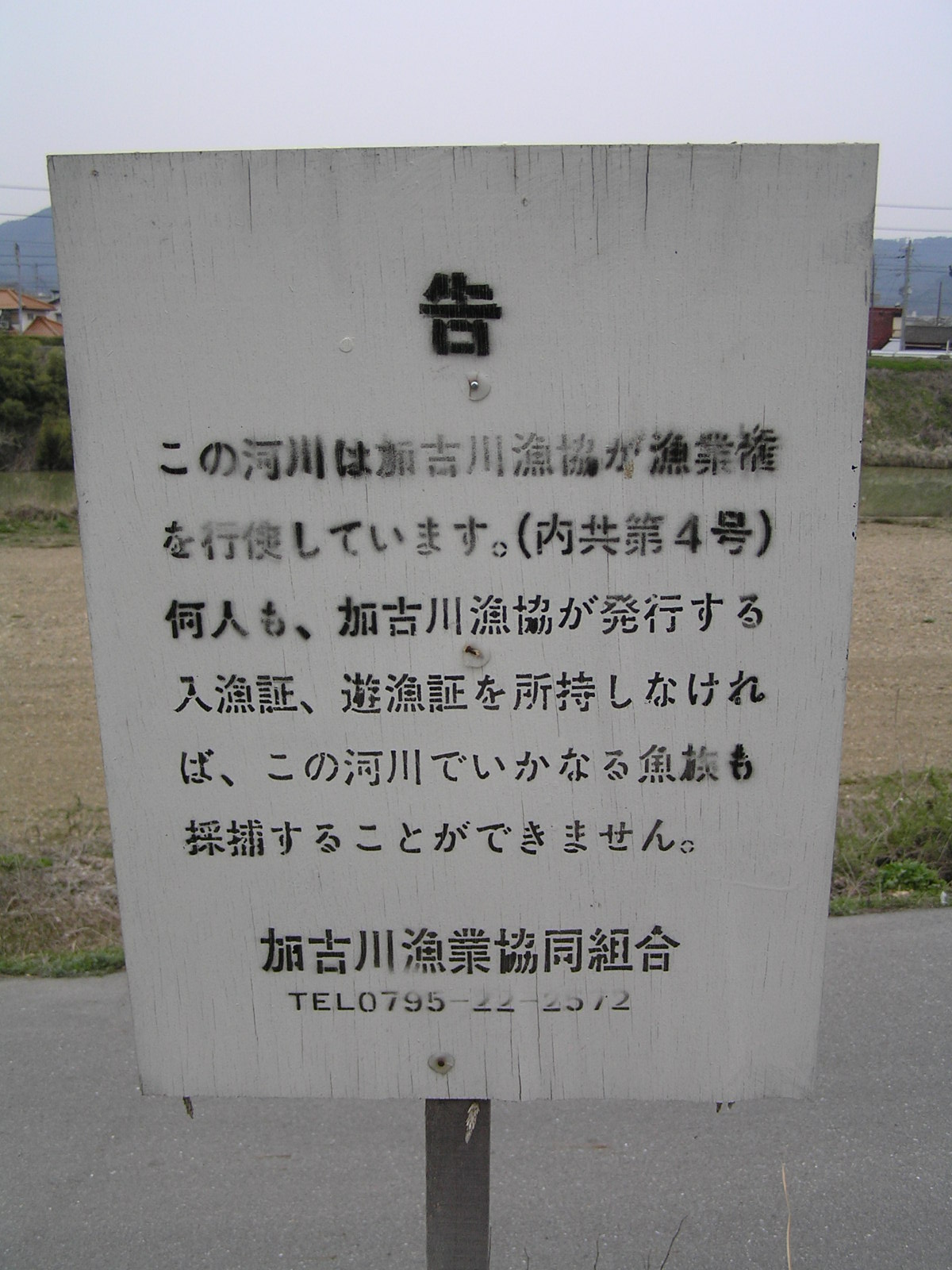
漁業権を主張する看板（加古川漁業協同組合）

1949年（昭和24年）に現行「漁業法」を制定。これは農地改革と並ぶ第二次大戦後の日本の民主化政策の一環として進められたもので、「漁業改革」といわれる。明治漁業法に基づく旧漁業権は、補償金の交付と引き替えに消滅し、新たな漁業権が計画的に免許されることになった。このときの補償総額は180億円といわれる。
現行漁業法と明治漁業法との対比では、おおむね以下のことが特徴として挙げられる。
- 漁業権は、明治漁業法の定置漁業権から小型定置を除いたものを「定置漁業権」、専用漁業権、特別漁業権、小型定置を統合して「共同漁業権」、区画漁業権はそのまま「区画漁業権」として引き継いだ。
- 免許方法は、知事が漁場計画を定めて公示し、申請者の中から適格性のあるもので優先順位が第一のものに免許される。
- 漁業権の性格は「物権」とみなされるものの、貸付の禁止、譲渡や担保権設定については制限された。
- 漁業権の免許期間は10年または5年に短縮され、単なる更新制ではなくなった。
- 特定の漁業については、農林水産大臣または都道府県知事の許可制とした（許可漁業）。漁業調整特別委員会制度が設けられた。内水面漁業について、増殖を中心とした特別規定が設けられた。

1951年（昭和26年）の漁業法は改正は、漁業権について2つの主眼が置かれている。第一は、海に出て行かない俗にいう「羽織漁師」や地元ボスによる地先の海の支配を排除し、漁村の民主化を図るという点である。第二は、資源保護は現に日々漁を行っている地先の漁民によって、最もよく維持管理が図られるとの認識のもと、漁場の適切な管理を通して、生産性を増大させるという点である。
その後、1966年（昭和41年）に指定漁業を中心として漁業権制度、内水面漁業制度などの改正を経て現在に至っている。

## 漁業権の証券化
グローバル化の進展に伴い、オランダ、アイスランド、カナダは、1970年代後半という早い時期から、漁業権を証券化した譲渡性個別割当制度（ITQ方式）を採りいれている。この制度を取り入れたチリでは、国中の漁業権の9割をたった7つの企業が支配する結果となった。また、アイスランドでは、1990年から譲渡性個別割当を導入したが総漁獲量の98%が証券化された。これはリーマンショックでも資産価値を失わなかったので国外に流出した。導入割合は、ニュージーランドで漁獲量の6割に、オーストラリアでも4割に達している。日本でも、2006年からミナミマグロが、2007年からずわいがにが、それぞれ所定の水揚げ港で譲渡性個別割当制度に組み入れられている。